# Jewhen Mojsiuk
Jewhen Heorhijowycz Mojsiuk (ukr. Євге́н Гео́ргійович Мойсю́к; ur. 7 października 1979 w Czerniowcach) – ukraiński wojskowy, generał porucznik, wiceminister obrony Ukrainy (od 2025), wcześniej zastępca Naczelnego Dowódcy Sił Zbrojnych Ukrainy (2021–2024) i dowódca Wojsk Desantowo-Szturmowych (2019–2021). Zaangażowany w wojnę rosyjsko-ukraińską przez cały okres jej trwania, kierował obroną lotniska w Doniecku.

## Życiorys
Urodził się w Czerniowcach 7 października 1979 roku.
W 2000 roku ukończył Wydział Powietrznodesantowy w Odeskim Instytucie Wojsk Lądowych, umocowanym w strukturach Akademii Wojskowej w Odessie. W latach 2000–2004 Mojsiuk dowodził plutonem, a później kompanią w 25 Brygadzie Powietrznodesantowej. W późniejszym czasie miał pod swoją komendą między innymi ukraińskie kontyngenty wojskowe w Iraku, a także w Kosowie. W 2009 roku rozpoczął naukę na Narodowym Uniwersytecie Obrony Ukrainy im. Iwana Czerniachowskiego w Kijowie, którą pobierał do 2011 roku.
W momencie wybuchu wojny rosyjsko-ukraińskiej (marzec 2014 roku), Mojsiuk dowodził jednym z oddziałów 25 Brygady Powietrznodesantowej, który zbliżył się do granicy rosyjsko-ukraińskiej. Kolumna pojazdów ukraińskich w rejonie wołnowaskim bez wyraźnego powodu została wtedy zaatakowana przez prorosyjskich aktywistów, którzy utrudniali ruch konwoju w kierunku granicy. W rezultacie kolumnę zmuszono do spędzenia nocy w warunkach polowych. Obóz rozbito na polu, przy śnieżnej pogodzie. Następnego dnia, po negocjacjach z prorosyjskimi separatystami, przy udziale lokalnych urzędników, żołnierzom pozwolono kontynuować przejazd w kierunku dworca kolejowego Karan.
W czasie wojny w Donbasie dowodził obroną lotniska w Doniecku, aż do momentu jego całkowitego poddania. Następnie nakazał odwrót sił ukraińskich do wsi Pisky.
21 września 2019 został dowódcą Wojsk Desantowo-Szturmowych. 21 lipca 2021 odwołano go ze stanowiska.
29 lipca 2021 został mianowany zastępcą Naczelnego Dowódcy Sił Zbrojnych Ukrainy.
8 lutego 2024 roku Naczelny Dowódca Sił Zbrojnych Ukrainy Wałerij Załużny został odwołany, po czym w dniach od 9 do 11 lutego zwolniono również jego zastępców, Mojsiuka i Mychajłę Zabrodskiego, szefa Sztabu Generalnego Serhija Szaptałę oraz dowódcę Połączonych Sił Serhija Najewa.
7 lutego 2025 roku powołano dwóch wojskowych, kapitana Wałerija Czurkina oraz Mojsiuka na nowych wiceministrów obrony.
Wewnątrz armii ukraińskiej Mojsiuk znany był jako „Wojownik Żenia” (ukr. Женя-война).